# Cessna C-106 Loadmaster
Cessna C-106 Loadmaster (hay Cessna P260) là một loại máy bay vận tải quân sự hai động cơ của Hoa Kỳ trong thập niên 1940.

## Biến thể
C-106
C-106A

## Tính năng kỹ chiến thuật
Dữ liệu lấy từ 
Đặc tính tổng quát
- Kíp lái: 4
- Chiều dài: 51 ft 1 in (15,57 m)
- Sải cánh: 64 ft 8 in (19,71 m)
- Động cơ: 2 × Pratt & Whitney R-1340[2][3] , 600 hp (450 kW)  mỗi chiếc

Hiệu suất bay
- Vận tốc cực đại: 195 mph (314 km/h; 169 kn)